# Andrej Rovšek mlajši
Andrej Rovšek, slovenski podobar in kipar * 12. oktober 1864, Gabrje pod Limbarsko Goro, † 3. marec 1907, Ljubljana. 

## Življenje in delo
Andrej Rovšek - mlajši, sin podobarja A. Rovška se je za  podobarstvo navdušil v domači hiši. Po začetnem uku v domačem okolju je stopil v ljubljansko umetno-obrtno šolo, nato delal v Gabrjah in 1894 odprl lastno delavnico v Kolodvorski ulici v Ljubljani. Ukvarjal se je s figuralno in ornamentalno plastiko večidel v lesu. Delal je po lastni zamisli, redkeje po načrtih drugih. Za cerkve na Kranjskem je med drugim napravil glavne in stranske oltarje za kakih 35 cerkva, nadalje več posameznih oltarnih kipov, štiri prižnice, Božji grob, dvoje cerkvenih vrat, šest omar za krstne kamne in okvirje za križev pot. V letih 1905–1906 je sodeloval pri obnovi ljubljanske stolnice. Po smrti je vdova odstopila delavnico Ivanu Pengovu.